# 라울 알베르토 라스티리
라울 알베르토 라스티리(Raúl Alberto Lastiri, 1915년 9월 11일 ~ 1978년 12월 11일)는 1973년 7월 13일부터 1973년 10월 12일까지 아르헨티나의 임시 대통령을 맡은 정치인이다. 그는 전임 대통령 엑토르 캄포라와 부통령 솔라노 리마가 사임한 뒤, 임시 대통령이 됐다. 그는 임시 대통령으로서 차기 대선을 준비했고, 대선에서 승리한 후안 페론에게 정권을 이양했다.
라스티리는 임시 대통령이 되고나서 정의당의 우익 분파로 돌아섰다. 그의 양아버지이자 사회복지부 장관인 호세 로페스 레가는 정부의 실세로 자리잡았다. 알베르토 후안 비그네스가 외무부 장관에, 베니도 얌비가 내무부 장관으로 됐다. 제3세계를 중시하는 외교 정책은 이어졌다. 예를 들어, 1973년 8월 아르헨티나는 2억 달러 규모의 차와 기계를 쿠바에 제공했다. 호세 베르 헬바르드는 경제부장관으로 유임됐다. 그는 은행을 국유화하고, 경제 개발 3년 계획 추진과 같은 정책을 유지했다.
그의 임기 말 반정부 단체의 테러가 증가하기 시작했다. 9월 25일 몬토네로스 요원이 CGT의 사무총장 호세 이그나시오 루시를 암살했다. 같은 달, 인민혁명군은 부에노스 아이레스 근교의 파르케 파트리시오의 군부대를 공격하고 장교를 사살했다. 이러한 테러를 빌미로 인민혁명군을 불법화하는 조치를 정당화하고 신문 El Mundo를 폐쇄하는 조치가 이루어졌다.
1981년 리치오 젤리의 프로파간다 두에의 회원 명단이 밝혀지면서, 라스티리가 이 프리메이슨 단체의 회원이었음이 드러났다.